# Atractus variegatus
Atractus variegatus este o specie de șerpi din genul Atractus, familia Colubridae, descrisă de Prado în anul 1942. Conform Catalogue of Life specia Atractus variegatus nu are subspecii cunoscute.